# 安德里斯·诺珀特
安德里斯·诺珀特（荷蘭語：Andries Noppert，1994年4月7日—）是一名荷兰职业足球运动员，司职守门员，现效力于荷甲俱乐部海伦芬和荷兰国家队。 

## 俱乐部生涯
2018年1月，诺珀特加盟意大利俱乐部福贾。
2019年9月12日，诺珀特与多德雷赫特签约。2021年1月，他与前进之鹰签约至赛季结束。诺珀特于2022年5月16日重回海伦芬体育俱乐部，并签署了一份为期两年的合同。

## 国家队生涯
诺珀特于2022年9月入选荷兰国家队。同年11月，入选2022年卡塔尔世界杯国家队26人大名单。诺珀特在他的国家队首场比赛对阵塞内加尔的比赛中完成了他的国际首秀，以2-0获胜。